# Det svenska tevepriset
Det svenska tevepriset är stiftelsen som delar ut tv-priset Kristallen. Den grundades 2005, av grundad av SVT, TV 3, TV4, Kanal 5, UR och Film&TV-Producenterna.
Ordförande i stiftelsen är Peter Lundin. Tidigare ordförande var Annie Wegelius. Utöver ordföranden består styrelsen av tio ledamöter; där finns två representanter från vardera TV-bolag och två från Sveriges oberoende TV-producenter. 